# HD152273
HD152273 — хімічно пекулярна зоря спектрального класу A0, що має видиму зоряну величину в смузі V приблизно  6,8.
Вона  розташована на відстані близько 726,4 світлових років від Сонця.

## Пекулярний хімічний склад
Зоряна атмосфера HD152273 має підвищений вміст 
Si
.